# العمدة (فلم)
العمدة (الكورية: 특별시민) فيلم دراما سياسي كوري جنوبي من إخراج بارك ان جي. وبطولة تشوي مين سيك.

## القصة
يحكي الفيلم عن جوانب السياسة الخفية في مُحاولة رجُل أن يُصبح عمدة مدينة سول للمرة الثالثة.

## الجوائز والترشيحات
| الجائزة                     | الفئة             | المستلم     | النتيجة | مرجع  |
| --------------------------- | ----------------- | ----------- | ------- | ----- |
| الدورة 54 Grand Bell Awards | أفضل ممثلة مساعدة | مون سو ري   | رُشِّح     | [ 1 ] |
| الدورة 54 Grand Bell Awards | أفضل ممثل مساعد   | کواك دو وان | رُشِّح     | [ 1 ] |

## روابط أضافية
- العمدة على هانسينما
- مقالات تستعمل روابط فنية بلا صلة مع ويكي بيانات